# Reynaldo Egas
Jacinto Reynaldo Egas Andrade (Guayaquil, 16 de agosto de 1965 - Ibidem, 15 de julio de 2006), conocido también como "El Químico", fue un cantante, compositor y actor ecuatoriano. 

## Inicios
Su carrera musical se inició en 1986 cuando grabó el sencillo "El Químico", un material de género pop rock. El tema fue compuesto por Miguel Valdiviezo, vocalista del grupo Taller, y musicalizado por el Grupo Clip. Posteriormente difundió su tema "Organizar".
En 1987, Egas obtuvo el segundo lugar en el Capítulo OTI Ecuador con la canción "A esta guerra sí voy".
En 1990 publicó "Sin poder", que como particularidad, fue el primer videoclip de un intérprete nacional grabado en formato de cine.
Participó en varias telenovelas y series como Una mujer y A la Costa, basada en la novela histórica del escritor ambateño Luis Alfredo Martínez. Participó también en Flores secas, El rey de la playa y Emergencias.
Representó al Ecuador como invitado en el International Festival Curacao Song.
Tras varios años de actividad artística, dividida entre el canto y la actuación, Egas incursionó también en los géneros de rancheras y baladas.
El 16 de febrero de 2003, participó en la premiación de TC Televisión a los intérpretes ecuatorianos de mayor popularidad, trayectoria y aceptación.

## Muerte
El 22 de mayo de 2006 había mencionado en una entrevista a Diario El Universo que el tema "Enséñame el camino" iba a ser el promocional de su álbum, en el cual trabajaba con el productor y músico argentino Daniel Sais. sin embargo el 15 de julio de 2006, a la prematura edad de 40 años, murió a causa de un edema agudo pulmonar y una insuficiencia cardíaca.

## Discografía
El Químico (1986 Disco Sencillo)
1. El Químico
2. Adolescente

Organizar (1987 Disco Sencillo)
1. Organizar
2. Darle Trámite

Sin Poder (1991 Maxi Single)
1. Sin Poder
2. Temperatura
3. Necesito Gasolina
4. Sin Poder (Instrumental)
5. ¿Qué Podría Hacer Sin Ti?

Sobrenatural (1993 Disco Sencillo)
1. Sobrenatural
2. El Químico (New Version)

Sobrenatural (1996 CD)
1. El Químico
2. Sin Poder
3. Temperatura
4. Bésame Morenita
5. Árabe
6. Gritos De América
7. Sobrenatural
8. Necesito Gasolina
9. ¿Qué Podría Hacer Sin Ti?
10. Vete Con Él
11. El Químico (New Version)
12. Temperatura (Remix)
13. Sin Poder (Instrumental)

Reynaldo Es… Así (2000 CD)
1. Ave María Lola
2. Pienso solo en ti (duo con María Gabriela Flor)
3. Así
4. Adiós, Hoy Sobran Las Palabras
5. Tu Rica Boca
6. El Corazón Es Un Gitano
7. Te Quiero, Te Quiero
8. Si Algún Día La Ves
9. Solo Por Ese Amor
10. Una Sonrisa Una Lágrima